# 32606 Markkanen
32606 Markkanen è un asteroide della fascia principale. Scoperto nel 2000, presenta un'orbita caratterizzata da un semiasse maggiore pari a 2,960096 UA e da un'eccentricità di 0,046782, inclinata di 1,647952° rispetto all'eclittica.